# Abdelhafid Tasfaout
Abdelhafid Tasfaout est un footballeur international algérien, né le 11 février 1969 à Oran. Il évoluait au poste de milieu offensif,.
Avec 36 réalisations en 80 sélections de (1990 à 2002), il est le deuxième meilleur buteur algérien de l’histoire après Slimani.

## Biographie
Capitaine de l'équipe algérienne pendant cinq ans, deux fois meilleur buteur et deux fois champion d'Algérie avec le MC Oran, Tasfaout joue essentiellement à l'EA Guingamp mais aussi à l'AJ Auxerre où en 1996, il remporte le championnat et la coupe de France.
Il est parmi les meilleurs attaquants que l'Algérie a connus. Il détient le record du meilleur buteur de l'équipe nationale avec 36 buts (comprenant un coup du chapeau face au Sénégal lors d'un match de qualification pour la CAN 1994). Ce record est battu lors du troisième match des éliminatoires de la Coupe du monde 2022 face au Niger le 8 octobre 2021, par Islam Slimani.
Le 18 juillet 2010, lors de la réunion fédérale, il est nommé manager général de l'équipe nationale d'Algérie.
Le 1er décembre 2013, il devient l'adjoint de Vahid Halilhodžić à la tête de la sélection algérienne avec Noureddine Kourichi. Son contrat commence le 1er janvier 2014.

## Statistiques en club
| Saison                | Club                  | Championnat           | Championnat | Championnat | Coupe nationale | Coupe nationale | Coupe de la Ligue | Coupe de la Ligue | Compétition(s) continentale(s) | Compétition(s) continentale(s) | Compétition(s) continentale(s) | Total | Total |
| Saison                | Club                  | Division              | M.          | B.          | M.              | B.              | M.                | B.                | Comp.                          | M.                             | B.                             | M.    | B.    |
| 1987-1988             | ASM Oran              | 1                     | -           | -           | -               | -               | -                 | -                 | -                              | -                              | -                              | 0     | 0     |
| 1988-1989             | ASM Oran              | 1                     | -           | -           | -               | -               | -                 | -                 | -                              | -                              | -                              | 0     | 0     |
| 1989-1990             | ASM Oran              | 1                     | -           | -           | -               | -               | -                 | -                 | -                              | -                              | -                              | 0     | 0     |
| Sous-total            | Sous-total            | Sous-total            | -           | -           | -               | -               | -                 | -                 | -                              | -                              | -                              | 0     | 0     |
| 1990-1991             | MC Oran               | 1                     | -           | 9           | -               | 1               | -                 | -                 | -                              | -                              | -                              | 0     | 10    |
| 1991-1992             | MC Oran               | 1                     | -           | 17          | -               | -               | -                 | -                 | -                              | -                              | -                              | 0     | 17    |
| 1992-1993             | MC Oran               | 1                     | -           | 15          | -               | -               | -                 | -                 | -                              | -                              | -                              | 0     | 15    |
| 1993-1994             | MC Oran               | 1                     | -           | 1           | -               | 2               | -                 | -                 | C1                             | -                              | 2                              | 0     | 5     |
| 1994-1995             | MC Oran               | 1                     | -           | 18          | -               | -               | -                 | -                 | C1                             | -                              | 1                              | 0     | 19    |
| Sous-total            | Sous-total            | Sous-total            | -           | 60          | -               | 3               | -                 | -                 | -                              | -                              | 3                              | 0     | 66    |
| 1995-1996             | AJ Auxerre            | 1                     | 18          | 5           | -               | -               | 0                 | 0                 | C3                             | 3                              | 0                              | 21    | 5     |
| 1996-1997             | AJ Auxerre            | 1                     | 17          | 0           | 1               | 0               | 1                 | 0                 | C1                             | 3                              | 0                              | 22    | 0     |
| Sous-total            | Sous-total            | Sous-total            | 35          | 5           | 1               | 0               | 1                 | 0                 | -                              | 6                              | 0                              | 43    | 5     |
| 1997-1998             | En Avant Guingamp     | 1                     | 25          | 6           | 3               | 1               | 0                 | 0                 | -                              | -                              | -                              | 28    | 7     |
| 1998-1999             | En Avant Guingamp     | 2                     | 28          | 2           | 3               | 0               | 2                 | 0                 | -                              | -                              | -                              | 33    | 2     |
| 1999-2000             | En Avant Guingamp     | 2                     | 31          | 9           | 1               | 1               | 1                 | 1                 | -                              | -                              | -                              | 33    | 11    |
| 2000-2001             | En Avant Guingamp     | 1                     | 30          | 5           | 1               | 0               | 1                 | 1                 | -                              | -                              | -                              | 32    | 6     |
| 2001-2002             | En Avant Guingamp     | 1                     | 23          | 1           | -               | -               | 1                 | 1                 | -                              | -                              | -                              | 24    | 2     |
| Sous-total            | Sous-total            | Sous-total            | 137         | 23          | 8               | 2               | 5                 | 3                 | -                              | -                              | -                              | 150   | 28    |
| 2002-2003             | Al-Rayyan SC          | 1                     | 13          | 6           | -               | -               | -                 | -                 | -                              | -                              | -                              | 13    | 6     |
| Sous-total            | Sous-total            | Sous-total            | 13          | 6           | -               | -               | -                 | -                 | -                              | -                              | -                              | 13    | 6     |
| Total sur la carrière | Total sur la carrière | Total sur la carrière | 185         | 94          | 9               | 5               | 6                 | 3                 | -                              | 6                              | 3                              | 206   | 105   |

## En sélection nationale
| Saison                | Sélection             | Phases finales        | Phases finales | Phases finales | Éliminatoires CDM | Éliminatoires CDM | Éliminatoires CAN | Éliminatoires CAN | Matchs amicaux | Matchs amicaux | Total | Total |
| Saison                | Sélection             | Compétition           | M              | B              | M                 | B                 | M                 | B                 | M              | B              | M     | B     |
| --------------------- | --------------------- | --------------------- | -------------- | -------------- | ----------------- | ----------------- | ----------------- | ----------------- | -------------- | -------------- | ----- | ----- |
| 1990-1991             | Algérie               | -                     | -              | -              | -                 | -                 | -                 | -                 | 3              | 0              | 3     | 0     |
| 1991-1992             | Algérie               | CAN 1992              | 1              | 0              | -                 | -                 | -                 | -                 | 2              | 2              | 3     | 2     |
| 1992-1993             | Algérie               | -                     | -              | -              | 7                 | 4                 | 5                 | 6                 | 1              | 0              | 13    | 10    |
| 1993-1994             | Algérie               | -                     | -              | -              | 1                 | 0                 | -                 | -                 | 1              | 0              | 2     | 0     |
| 1994-1995             | Algérie               | -                     | -              | -              | -                 | -                 | 8                 | 4                 | 1              | 0              | 9     | 4     |
| 1995-1996             | Algérie               | CAN 1996              | -              | -              | 2                 | 1                 | -                 | -                 | 2              | 1              | 4     | 2     |
| 1996-1997             | Algérie               | -                     | -              | -              | -                 | -                 | 6                 | 2                 | 2              | 2              | 8     | 4     |
| 1997-1998             | Algérie               | CAN 1998              | 3              | 0              | -                 | -                 | -                 | -                 | 2              | 1              | 5     | 1     |
| 1998-1999             | Algérie               | -                     | -              | -              | -                 | -                 | 5                 | 3                 | 1              | 0              | 6     | 3     |
| 1999-2000             | Algérie               | CAN 2000              | 4              | 2              | 2                 | 0                 | -                 | -                 | 1              | 0              | 7     | 2     |
| 2000-2001             | Algérie               | -                     | -              | -              | 5                 | 2                 | 5                 | 4                 | 2              | 0              | 12    | 6     |
| 2001-2002             | Algérie               | CAN 2002              | 3              | 0              | -                 | -                 | -                 | -                 | 5              | 2              | 8     | 2     |
| Total sur la carrière | Total sur la carrière | Total sur la carrière | 11             | 2              | 17                | 7                 | 29                | 19                | 23             | 8              | 80    | 36    |

### Matchs internationaux
| Date       | Lieu          | Compétition | Pays          | Score | Pays           |
| 11-12-1990 | Alger         | Amical      | Algérie       | 0 - 0 | Angleterre B   |
| 22-1-1991  | Sénégal       | Dakar1991   | Sénégal       | 2 - 2 | Algérie        |
| 7-4-1991   | Tunisie       | Amical      | Tunisie       | 0 - 0 | Algérie        |
| 26-12-1991 | Maroc         | Amical      | Maroc         | 1 - 1 | Algérie        |
| 17-1-1992  | Sénégal       | CAN 1992    | Algérie       | 1 - 1 | Congo          |
| 9-10-1992  | Tlemcen       | Q.C.M 1994  | Algérie       | 3 - 1 | Burundi        |
| 20-12-1992 | Ghana         | Q.C.M 1994  | Ghana         | 2 - 0 | Algérie        |
| 10-1-1993  | Sénégal       | Q.CAN 1994  | Sénégal       | 1 - 2 | Algérie        |
| 17-1-1993  | Burundi       | Q.C.M 1994  | Burundi       | 0 - 0 | Algérie        |
| 24-1-1993  | Guinée Bissau | Q.CAN 1994  | Guinée Bissau | 1 - 4 | Algérie        |
| 26-2-1993  | Tlemcen       | Q.C.M 1994  | Algérie       | 2 - 1 | Ghana          |
| 9-4-1993   | Annaba        | Q.CAN 1994  | Algérie       | 0 - 0 | Sierra Leone   |
| 16-4-1993  | Tlemcen       | Q.C.M 1994  | Algérie       | 1 - 1 | Côte d'Ivoire  |
| 23-4-1993  | Tlemcen       | Q.CAN 1994  | Algérie       | 4 - 0 | Togo           |
| 22-6-1993  | France        | Amical      | Algérie       | 1 - 1 | Guinée         |
| 3-7-1993   | Nigeria       | Q.C.M 1994  | Nigeria       | 4 - 1 | Algérie        |
| 18-7-1993  | Côte d'Ivoire | Q.C.M 1994  | Côte d'Ivoire | 1 - 0 | Algérie        |
| 25-7-1993  | Tlemcen       | Q.CAN 1994  | Algérie       | 4 - 0 | Sénégal        |
| 22-9-1993  | Maroc         | Amical      | Maroc         | 0 - 0 | Algérie        |
| 8-10-1993  | Alger         | Q.C.M 1994  | Algérie       | 1 - 1 | Nigeria        |
| 3-8-1994   | Espagne       | Amical      | Valence FC    | 1 - 2 | Algérie        |
| 4-9-1994   | Ethiopie      | Q.CAN 1996  | Ethiopie      | 0 - 0 | Algérie        |
| 14-10-1994 | Alger         | Q.CAN 1996  | Algérie       | 1 - 1 | Soudan         |
| 12-11-1994 | Ouganda       | Q.CAN 1996  | Ouganda       | 1 - 1 | Algérie        |
| 16-12-1994 | Tunisie       | Amical      | Tunisie       | 1 - 0 | Algérie        |
| 21-1-1995  | Tanzanie      | Q.CAN 1996  | Tanzanie      | 2 - 1 | Algérie        |
| 7-4-1995   | Alger         | Q.CAN 1996  | Algérie       | 2 - 0 | Ethiopie       |
| 24-4-1995  | Soudan        | Q.CAN 1996  | Soudan        | 2 - 0 | Algérie        |
| 2-6-1995   | Alger         | Q.CAN 1996  | Algérie       | 1 - 1 | Ouganda        |
| 14-7-1995  | Egypte        | Q.CAN 1996  | Egypte        | 1 - 1 | Algérie        |
| 25-5-1996  | Oman          | Amical      | Oman          | 0 - 1 | Algérie        |
| 28-5-1996  | Oman          | Amical      | Oman          | 0 - 1 | Algérie        |
| 2-6-1996   | Kenya         | Q.C.M 1998  | Kenya         | 3 - 1 | Algérie        |
| 14-6-1996  | Alger         | Q.C.M 1998  | Algérie       | 1 - 0 | Kenya          |
| 6-10-1996  | Alger         | Q.CAN 1998  | Algérie       | 4 - 1 | Côte d'Ivoire  |
| 12-1-1997  | Liban         | Amical      | Liban         | 2 - 2 | Algérie        |
| 26-1-1997  | Mali          | Q.CAN 1998  | Mali          | 1 - 0 | Algérie        |
| 23-2-1997  | Benin         | Q.CAN 1998  | Benin         | 1 - 1 | Algérie        |
| 31-5-1997  | Tunisie       | Amical      | Tunisie       | 0 - 1 | Algérie        |
| 22-6-1997  | Côte d'Ivoire | Q.CAN 1998  | Côte d'Ivoire | 2 - 1 | Algérie        |
| 13-7-1997  | Alger         | Q.CAN 1998  | Algérie       | 1 - 0 | Mali           |
| 26-7-1997  | Alger         | Q.CAN 1998  | Algérie       | 2 - 0 | Benin          |
| 24-12-1997 | Egypte        | Egypte1997  | Egypte        | 1 - 2 | Algérie        |
| 8-2-1998   | Burkina Faso  | CAN 1998    | Algérie       | 0 - 1 | Guinée         |
| 11-2-1998  | Burkina Faso  | CAN 1998    | Burkina Faso  | 2 - 1 | Algérie        |
| 15-2-1998  | Burkina Faso  | CAN 1998    | Algérie       | 1 - 2 | Cameroun       |
| 5-6-1998   | Bulgarie      | Amical      | Bulgarie      | 2 - 0 | Algérie        |
| 2-8-1998   | Libye         | Q.CAN 2000  | Libye         | 0 - 2 | Algérie        |
| 14-8-1998  | Annaba        | Q.CAN 2000  | Algérie       | 3 - 0 | Libye          |
| 2-10-1998  | Ouganda       | Q.CAN 2000  | Ouganda       | 2 - 1 | Algérie        |
| 4-11-1998  | Bulgarie      | Amical      | Bulgarie      | 0 - 0 | Algérie        |
| 24-1-1999  | Alger         | Q.CAN 2000  | Algérie       | 0 - 1 | Tunisie        |
| 28-2-1999  | Liberia       | Q.CAN 2000  | Liberia       | 1 - 1 | Algérie        |
| 20-1-2000  | Burkina Faso  | Amical      | Burkina Faso  | 1 - 0 | Algérie        |
| 24-1-2000  | Ghana-Nigeria | CAN 2000    | Algérie       | 0 - 0 | R.D.Congo      |
| 29-1-2000  | Ghana-Nigeria | CAN 2000    | Algérie       | 3 - 1 | Gabon          |
| 2-2-2000   | Ghana-Nigeria | CAN 2000    | Algérie       | 1 - 1 | Afrique du Sud |
| 6-2-2000   | Ghana-Nigeria | CAN 2000    | Algérie       | 1 - 2 | Cameroun       |
| 9-4-2000   | Cap Vert      | Q.C.M 2002  | Cap Vert      | 0 - 0 | Algérie        |
| 9-7-2000   | Maroc         | Q.C.M 2002  | Maroc         | 2 - 1 | Algérie        |
| 3-9-2000   | Alger         | Q.CAN 2002  | Algérie       | 1 - 1 | Burkina Faso   |
| 8-10-2000  | Angola        | Q.CAN 2002  | Angola        | 2 - 2 | Algérie        |
| 13-11-2000 | Alger         | Amical      | Algérie       | 1 - 2 | Bulgarie       |
| 12-1-2001  | Alger         | Q.CAN 2002  | Algérie       | 2 - 1 | Burundi        |
| 26-1-2001  | Alger         | Q.C.M 2002  | Algérie       | 1 - 0 | Namibie        |
| 27-2-2001  | Alger         | Amical      | Algérie       | 1 - 1 | Slovaquie      |
| 11-3-2001  | Egypte        | Q.C.M 2002  | Egypte        | 5 - 2 | Algérie        |
| 25-3-2001  | Burundi       | Q.CAN 2002  | Burundi       | 0 - 1 | Algérie        |
| 21-4-2001  | Sénégal       | Q.C.M 2002  | Sénégal       | 3 - 0 | Algérie        |
| 4-5-2001   | Alger         | Q.C.M 2002  | Algérie       | 1 - 2 | Maroc          |
| 1-6-2001   | Annaba        | Q.CAN 2002  | Algérie       | 3 - 2 | Angola         |
| 21-7-2001  | Annaba        | Q.C.M 2002  | Algérie       | 1 - 1 | Egypte         |
| 2-10-2001  | France        | Amical      | Créteil       | 0 - 2 | Algérie        |
| 6-10-2001  | France        | Amical      | France        | 4 - 1 | Algérie        |
| 15-10-2001 | Annaba        | Amical      | Algérie       | 2 - 0 | Burkina Faso   |
| 2-12-2001  | Alger         | Amical      | Algérie       | 2 - 1 | Troyes         |
| 5-12-2001  | Alger         | Amical      | Algérie       | 1 - 1 | Ghana          |
| 30-12-2001 | Sénégal       | Amical      | Sénégal       | 1 - 0 | Algérie        |
| 14-1-2002  | Alger         | Amical      | Algérie       | 4 - 0 | Benin          |
| 21-1-2002  | Mali          | CAN 2002    | Algérie       | 0 - 1 | Nigeria        |
| 25-1-2002  | Mali          | CAN 2002    | Algérie       | 2 - 2 | Liberia        |
| 28-1-2002  | Mali          | CAN 2002    | Mali          | 2 - 0 | Algérie        |

## Buts internationaux
| Buts internationaux d'Abdelhafid Tasfaout , | Buts internationaux d'Abdelhafid Tasfaout ,                             | Buts internationaux d'Abdelhafid Tasfaout ,                             | Buts internationaux d'Abdelhafid Tasfaout ,                             | Buts internationaux d'Abdelhafid Tasfaout ,                             | Buts internationaux d'Abdelhafid Tasfaout ,                             | Buts internationaux d'Abdelhafid Tasfaout ,                             | Buts internationaux d'Abdelhafid Tasfaout ,                             | Buts internationaux d'Abdelhafid Tasfaout ,                             | Buts internationaux d'Abdelhafid Tasfaout ,                             |
| No                                          | Date                                                                    | Sél.                                                                    | Lieu                                                                    | Adversaire                                                              | Score                                                                   | Résultat                                                                | Compétition                                                             | Détail                                                                  |                                                                         |
| ------------------------------------------- | ----------------------------------------------------------------------- | ----------------------------------------------------------------------- | ----------------------------------------------------------------------- | ----------------------------------------------------------------------- | ----------------------------------------------------------------------- | ----------------------------------------------------------------------- | ----------------------------------------------------------------------- | ----------------------------------------------------------------------- | ----------------------------------------------------------------------- |
| 1                                           | 16 décembre 1991                                                        |                                                                         |                                                                         | Sénégal                                                                 |                                                                         |                                                                         |                                                                         |                                                                         |                                                                         |
| 2                                           | 16 décembre 1991                                                        |                                                                         |                                                                         | Sénégal                                                                 |                                                                         |                                                                         |                                                                         |                                                                         |                                                                         |
| 3                                           | 9 octobre 1992                                                          |                                                                         |                                                                         | Burundi                                                                 |                                                                         |                                                                         |                                                                         |                                                                         |                                                                         |
| 4                                           | 9 octobre 1992                                                          |                                                                         |                                                                         | Burundi                                                                 |                                                                         |                                                                         |                                                                         |                                                                         |                                                                         |
| 5                                           | 24 janvier 1993                                                         |                                                                         |                                                                         | Guinée-Bissau                                                           |                                                                         |                                                                         |                                                                         |                                                                         |                                                                         |
| 6                                           | 16 avril 1993                                                           |                                                                         |                                                                         | Côte d'Ivoire                                                           |                                                                         |                                                                         |                                                                         |                                                                         |                                                                         |
| 7                                           | 23 avril 1993                                                           |                                                                         |                                                                         | Togo                                                                    |                                                                         |                                                                         |                                                                         |                                                                         |                                                                         |
| 8                                           | 23 avril 1993                                                           |                                                                         |                                                                         | Togo                                                                    |                                                                         |                                                                         |                                                                         |                                                                         |                                                                         |
| 9                                           | 3 juillet 1993                                                          |                                                                         |                                                                         | Nigeria                                                                 |                                                                         |                                                                         |                                                                         |                                                                         |                                                                         |
| 10                                          | 25 juillet 1993                                                         |                                                                         |                                                                         | Sénégal                                                                 |                                                                         |                                                                         |                                                                         |                                                                         |                                                                         |
| 11                                          | 25 juillet 1993                                                         |                                                                         |                                                                         | Sénégal                                                                 |                                                                         |                                                                         |                                                                         |                                                                         |                                                                         |
| 12                                          | 25 juillet 1993                                                         |                                                                         |                                                                         | Sénégal                                                                 |                                                                         |                                                                         |                                                                         |                                                                         |                                                                         |
| 13                                          | 12 novembre                                                             |                                                                         |                                                                         | Ouganda                                                                 |                                                                         |                                                                         |                                                                         |                                                                         |                                                                         |
| 14                                          | 7 avril 1995                                                            |                                                                         |                                                                         | Éthiopie                                                                |                                                                         |                                                                         |                                                                         |                                                                         |                                                                         |
| 15                                          | 7 avril 1995                                                            |                                                                         |                                                                         | Éthiopie                                                                |                                                                         |                                                                         |                                                                         |                                                                         |                                                                         |
| 16                                          | 2 juin 1995                                                             |                                                                         |                                                                         | Ouganda                                                                 |                                                                         |                                                                         |                                                                         |                                                                         |                                                                         |
| 17                                          | 25 mai 1996                                                             |                                                                         |                                                                         | Oman                                                                    |                                                                         |                                                                         |                                                                         |                                                                         |                                                                         |
| 18                                          | 14 juin 1996                                                            |                                                                         |                                                                         | Kenya                                                                   |                                                                         |                                                                         |                                                                         |                                                                         |                                                                         |
| 19                                          | 12 janvier 1997                                                         |                                                                         |                                                                         | Liban                                                                   |                                                                         |                                                                         |                                                                         |                                                                         |                                                                         |
| 20                                          | 23 février 1997                                                         |                                                                         |                                                                         | Bénin                                                                   |                                                                         |                                                                         |                                                                         |                                                                         |                                                                         |
| 21                                          | 31 mai 1997                                                             |                                                                         |                                                                         | Tunisie                                                                 |                                                                         |                                                                         |                                                                         |                                                                         |                                                                         |
| 22                                          | 26 juillet 1997                                                         |                                                                         |                                                                         | Bénin                                                                   |                                                                         |                                                                         |                                                                         |                                                                         |                                                                         |
| 23                                          | 24 décembre 1997                                                        |                                                                         |                                                                         | Égypte                                                                  |                                                                         |                                                                         |                                                                         |                                                                         |                                                                         |
| 24                                          | 2 août 1998                                                             |                                                                         |                                                                         | Libye                                                                   |                                                                         |                                                                         |                                                                         |                                                                         |                                                                         |
| 25                                          | 2 août 1998                                                             |                                                                         |                                                                         | Libye                                                                   |                                                                         |                                                                         |                                                                         |                                                                         |                                                                         |
| 26                                          | 14 août 1998                                                            |                                                                         |                                                                         | Libye                                                                   |                                                                         |                                                                         |                                                                         |                                                                         |                                                                         |
| 27                                          | 29 janvier 2000                                                         |                                                                         |                                                                         | Gabon                                                                   |                                                                         |                                                                         |                                                                         |                                                                         |                                                                         |
| 28                                          | 6 février 2000                                                          |                                                                         |                                                                         | Cameroun                                                                |                                                                         |                                                                         |                                                                         |                                                                         |                                                                         |
| 29                                          | 3 septembre 2000                                                        |                                                                         |                                                                         | Burkina Faso                                                            |                                                                         |                                                                         |                                                                         |                                                                         |                                                                         |
| 30                                          | 8 octobre 2000                                                          |                                                                         |                                                                         | Angola                                                                  |                                                                         |                                                                         |                                                                         |                                                                         |                                                                         |
| 31                                          | 8 octobre 2000                                                          |                                                                         |                                                                         | Angola                                                                  |                                                                         |                                                                         |                                                                         |                                                                         |                                                                         |
| 32                                          | 12 janvier 2001                                                         |                                                                         |                                                                         | Burundi                                                                 |                                                                         |                                                                         |                                                                         |                                                                         |                                                                         |
| 33                                          | 11 mars 2001                                                            |                                                                         |                                                                         | Égypte                                                                  |                                                                         |                                                                         |                                                                         |                                                                         |                                                                         |
| 34                                          | 4 mai 2001                                                              |                                                                         |                                                                         | Maroc                                                                   |                                                                         |                                                                         |                                                                         |                                                                         |                                                                         |
| 35                                          | 14 janvier 2002                                                         |                                                                         |                                                                         | Bénin                                                                   |                                                                         |                                                                         |                                                                         |                                                                         |                                                                         |
| 36                                          | 14 janvier 2002                                                         |                                                                         |                                                                         | Bénin                                                                   |                                                                         |                                                                         |                                                                         |                                                                         |                                                                         |
| Total                                       | 36 buts (du pied droit, du pied gauche et de la tête) en 80 sélections. | 36 buts (du pied droit, du pied gauche et de la tête) en 80 sélections. | 36 buts (du pied droit, du pied gauche et de la tête) en 80 sélections. | 36 buts (du pied droit, du pied gauche et de la tête) en 80 sélections. | 36 buts (du pied droit, du pied gauche et de la tête) en 80 sélections. | 36 buts (du pied droit, du pied gauche et de la tête) en 80 sélections. | 36 buts (du pied droit, du pied gauche et de la tête) en 80 sélections. | 36 buts (du pied droit, du pied gauche et de la tête) en 80 sélections. | 36 buts (du pied droit, du pied gauche et de la tête) en 80 sélections. |

## Palmarès

### En clubs
- Champion d'Algérie en 1992 et 1993 avec le MC Oran.
- Vice-champion d'Algérie en 1995 avec le MC Oran.
- Finaliste de la Supercoupe d'Algérie en 1992 avec le MC Oran.
- Champion de France en 1996 avec l'AJ Auxerre.
- Vainqueur de la Coupe de France en 1996 avec l'AJ Auxerre.
- Accession en Ligue 1 en 2000 avec l'EA Guingamp.

### En Équipe d'Algérie
- Vainqueur de la Coupe Afro-asiatique des Nations en 1991
- Participation à la CAN en 1992, 1998, 2000 et 2002 avec l'Algérie.

- 1er tour de la Coupe du monde de futsal de 1989

## Distinctions personnelles
- Meilleur joueur du championnat d'Algérie en 1992, 1993 et 1994.

- Soulier d'or Algérien en 1992 et 1993.
- 2ème meilleur buteur de l'histoire de l'équipe d'Algérie avec 36 buts.

### Source
- Marc Barreaud, Dictionnaire des footballeurs étrangers du championnat professionnel français (1932-1997), l'Harmattan, 1997